# Communauté de communes de l'Abbevillois
La communauté de communes de l'Abbevillois était une communauté de communes française, située dans le département de la Somme, en région Hauts-de-France.
Cette structure a fusionné avec d'autres intercommunalités pour former, le  1er janvier 2017, la communauté d'agglomération de la Baie de Somme.

## Historique
Le 24 juin 1994 est créé le district de l'agglomération abbevilloise, dont les compétences étaient la gestion du centre de secours contre l’incendie, la collecte et le traitement des déchets ménagers, les études ou projets d’intérêt
communaux et le schéma directeur d'aménagement et d'urbanisme (SDAU).
Ses compétences sont étendues en 2000 au fonctionnement de la mission locale pour l'emploi, au service public de l'assainissement non-collectif (SPANC), aux sentiers de randonnée et à la mise en valeur touristique du patrimoine local.
Le district se transforme en communauté de communes par un arrêté préfectoral du 24 juin 1994.
En 2007, l'intercommunalité étend ses compétences à la gestion des zones d’activités et aux actions de développement économique, aux NTIC, adhère  au syndicat mixte SUSI (Somme d'USages Internet) et assure les transports des élèves durant le temps scolaire, ainsi que la politique du logement, et, en 2009, décide de percevoir la taxe professionnelle unique au lieu d'une fiscalité additionnelle aux impôts locaux perçus par les communes membres. Ses compétences comprennent désormais les accueils de loisirs, le centre de natation communautaire, le portage de repas à domicile, l'école des Beaux-Arts, le développement économique et le balayage des voies, puis, en 2010, au conservatoire de musique.
Mi-2011, la CCA étend ses compétences au tourisme et bénéficie du transfert des pouvoirs de police en matière de déchets ménagers, et, en 2012, prend la gestion du camping municipal de Mareuil-Caubert et assure le déneigement de certaines voies. En 2014, la communauté prend la compétence relative aux actions de soutien à la création d’un parc locatif, de logements d'urgence et spécifiques, et devient l'organisme de rattachement de l'Office public de l'habitat d'Abbeville.
Dans le cadre des dispositions de la loi portant nouvelle organisation territoriale de la République du 7 août 2015, qui prévoit que les établissements publics de coopération intercommunale (EPCI) à fiscalité propre doivent avoir un minimum de 15 000 habitants, la préfète de la Somme propose en octobre 2015 un projet de nouveau schéma départemental de coopération intercommunale (SDCI) qui prévoit la réduction de 28 à 16 du nombre des intercommunalités à fiscalité propre du Département. Ce projet prévoit la création d’une communauté d'agglomération regroupant 56 communes et 57 469 habitants qui fusionnerait les quatre communautés de communes de l'Abbevillois, de la Région d'Hallencourt, du Vimeu Vert et Baie de Somme Sud,,.
Les élus du Vimeu Vert rejettent cette perspective de création d'une communauté d'agglomération, dotée de plus de compétences qu'une communauté de communes et obtiennent une fusion avec la communauté de communes du Vimeu Industriel, dont les compétences, la fiscalité et le bassin de vie sont proches, aboutissant en 2017 à une intercommunalité regroupant  23 551 habitants.
La communauté de communes de la Baie de Somme sud préférerait un «  rapprochement avec le nord et le sud sur la côte », en excluant les villes et villages déjà engagés dans la communauté de communes interrégionale de Bresle maritime, et notamment Noyelles-sur-Mer, Sailly-Flibeaucourt, Ponthoile, Favières, Quend, Fort-Mahon-Plage, Le Crotoy et Saint-Quentin-en-Tourmont. Cette option n'est toutefois pas retenue par la  commission départementale de coopération intercommunale (CDCI) du 21 janvier 2016, qui entérine la fusion en une communauté d'agglomération de l'Abbevillois, de la région d’Hallencourt et Baie de Somme sud, soit 51 827 habitants,, qui serait créée au 1er janvier 2017 après consultation des conseils municipaux et communautaires concernés.
La communauté d'agglomération de la Baie de Somme voit ainsi le jour le 1er janvier 2017.

## Territoire communautaire

### Géographie
L'intercommunalité est composée des 13 communes qui constituaient les anciens cantons d'Abbeville-Nord et d'Abbeville-Sud, supprimés en 2015.

### Composition
Elle  était composée, au 1er janvier 2016, des 13 communes suivantes
| Nom                    | Code Insee | Gentilé        | Superficie (km2) | Population (dernière pop. légale) | Densité (hab./km2) |
| ---------------------- | ---------- | -------------- | ---------------- | --------------------------------- | ------------------ |
| Abbeville (siège)      | 80001      | Abbevillois    | 26,42            | 23 559 (2014)                     | 892                |
| Bellancourt            | 80078      | Bellancourtois | 5,98             | 524 (2014)                        | 88                 |
| Bray-lès-Mareuil       | 80135      | Brayois        | 5,43             | 245 (2014)                        | 45                 |
| Cambron                | 80163      | Cambronnais    | 12,61            | 750 (2014)                        | 59                 |
| Caours                 | 80171      | Caoursiens     | 6,13             | 604 (2014)                        | 99                 |
| Drucat                 | 80260      | Drucatois      | 10,84            | 910 (2014)                        | 84                 |
| Eaucourt-sur-Somme     | 80262      | Eaucourtois    | 4,42             | 419 (2014)                        | 95                 |
| Épagne-Épagnette       | 80268      | Épagnois       | 6,56             | 576 (2014)                        | 88                 |
| Grand-Laviers          | 80385      | Lavierois      | 9,50             | 375 (2014)                        | 39                 |
| Mareuil-Caubert        | 80512      | Mareuillois    | 9,08             | 841 (2014)                        | 93                 |
| Neufmoulin             | 80588      | Neufmoulinois  | 4,43             | 363 (2014)                        | 82                 |
| Vauchelles-les-Quesnoy | 80779      | Vauchellois    | 6,14             | 832 (2014)                        | 136                |
| Yonval                 | 80836      | Yonvalois      | 3,93             | 234 (2014)                        | 60                 |

### Démographie
| 1968   | 1975   | 1982   | 1990   | 1999   | 2009   | 2014   |
| ------ | ------ | ------ | ------ | ------ | ------ | ------ |
| 29 026 | 31 069 | 31 126 | 30 401 | 30 956 | 30 948 | 30 232 |

## Organisation

### Siège
Le siège de l'intercommunalité était à Abbeville, dans l'immeuble Garopôle, situé place de la Gare.

### Élus
La communauté de communes est administrée par son conseil communautaire, composé de 42 conseillers municipaux représentant chacune des communes membres, et répartis sensiblement en fonction de la population de chaque commune, soit, pour la mandature 2014-2020 :
- 18 délégués pour Abbeville ;
- 2 délégués pour les autres communes de Bellancourt, Bray-lès-Mareuil, Cambron, Caours, Drucat, Eaucourt-sur-Somme, Épagne-Épagnette, Grand-Laviers, Neufmoulin, Vauchelles-les-Quesnoy et Yonval[11].

### Liste des présidents
| Période    | Période       | Identité        | Étiquette | Qualité                                                                   |
| ---------- | ------------- | --------------- | --------- | ------------------------------------------------------------------------- |
| 1995       | avril 2008    | Paul-Henri Huré | UMP       | Notaire 1er adjoint au maire d'Abbeville (1995 → 2008)                    |
| avril 2008 | décembre 2016 | Nicolas Dumont  | PS        | Maire d'Abbeville (2008 → ) Président de la CA Baie de la Somme (2017 → ) |

### Compétences
La communauté de communes exerçait les compétences qui lui avaient été transférées par les communes membres, dans les conditions définies par le code général des collectivités territoriales. Il s'agit de :
- Développement économique :
  - ZAC d'activité, location de bâtiments aux entreprises...
  - Développement économique et touristique...
  - Zone de développement éolien (ZDE) ;
- Aménagement de l'espace :
  - Schéma de cohérence territoriale (SCOT)...
  - Transports urbains,
  - Documents stratégiques : charte d’aménagement, charte de pays, schéma directeur d’assainissement...
  - Adhésion à l’association de préfiguration du Parc naturel régional et à un syndicat mixte de pays,
  - Aménagement hydraulique ;
- Protection et mise en valeur de l'environnement :
  - Collecte et valorisation des ordures ménagères, assainissement non collectif,
  - Sentiers de randonnée et mise en valeur touristique du petit patrimoine local ;
- Politique du logement et du cadre de vie :
  - Programme local de l'habitat (PLH), délégation des aides à la pierre,
  - Opérations programmées d’amélioration de l’habitat (OPAH), ravalement des façades,
  - Politique du logement social, du logement d'urgence et des logements spécifiques ;
- Équipements culturels et sportifs communautaires (piscine, école des Beaux-Arts et conservatoire d'Abbeville) ;
- Emploi et insertion professionnelle : Mission locale et maison de l'emploi ;
- Développement des nouvelles technologies de l'information ;
- Études relatives aux équipements culturels, sportifs et socio-éducatifs ;
- Transports des élèves vers les équipements sportifs, culturels et socio-éducatifs ;
- Accueil de loisirs sans hébergement, portage de repas ;
- Propreté des voies, déneigement de certaines voies[13].

### Régime fiscal et budget
La communauté de communes était un établissement public de coopération intercommunale à fiscalité propre.
Afin de financer l'exercice de ses compétences, elle percevait: 
- la fiscalité professionnelle unique (FPU) — qui a succédé à la taxe professionnelle unique (TPU) — et assure une péréquation de ressources entre les communes résidentielles et celles dotées de zones d'activité ;
- La taxe d'enlèvement des ordures ménagères (TEOM) 
- ainsi qu'une dotation globale de fonctionnement (DGF) bonifiée.